# Bindoon
Bindoon est une ville du comté de Chittering en Australie-Occidentale.
C'est le centre administratif du comté.
Bindoon est situé à environ 84 km de Perth.
Sa population était de 1 183 habitants en 2016.
Jusque dans les années 1960, des orphelins britanniques ont été envoyés à Bindoon, dans le cadre du programme gouvernemental Home Children.

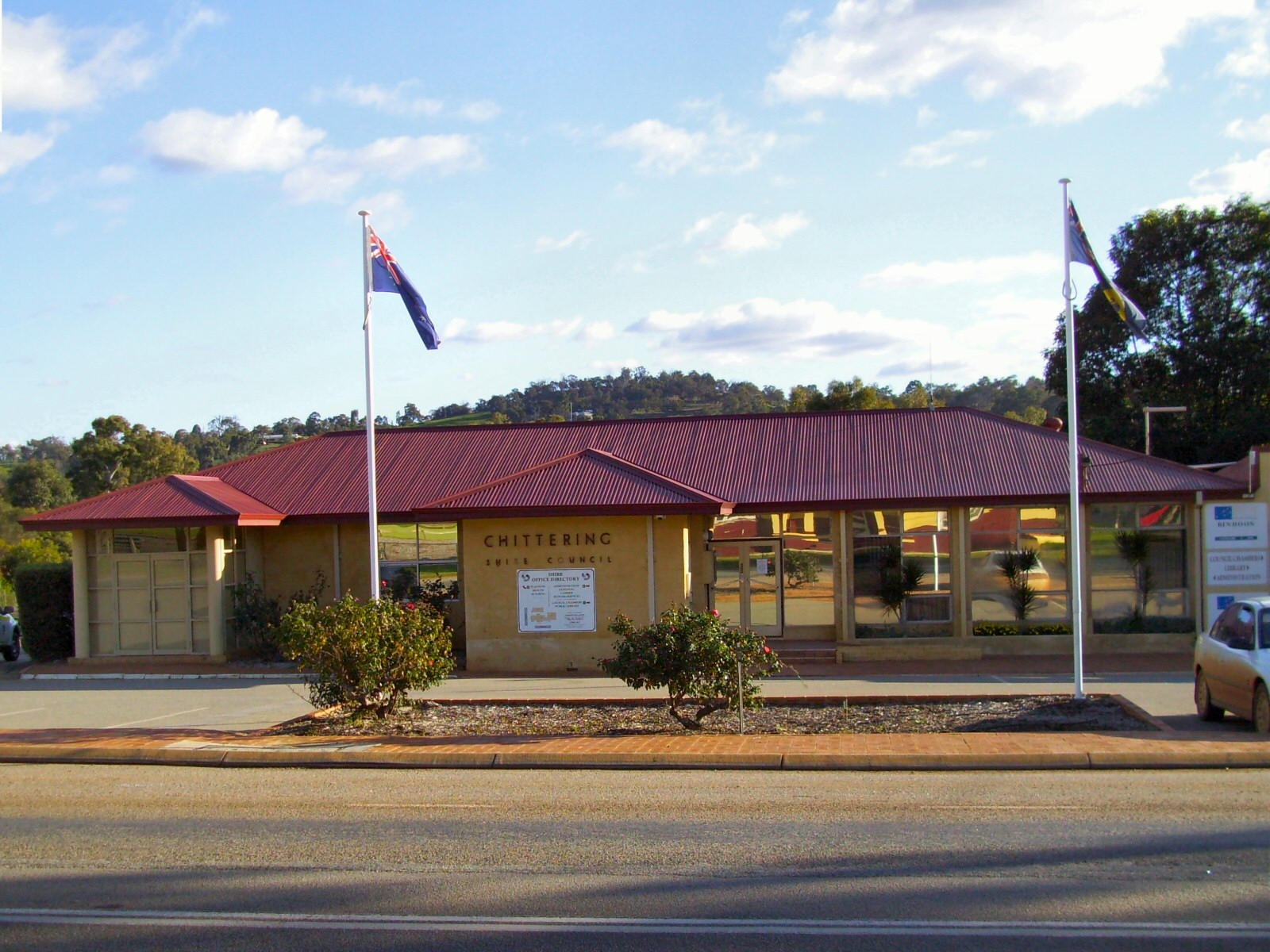
Siège du comté de Chitterling
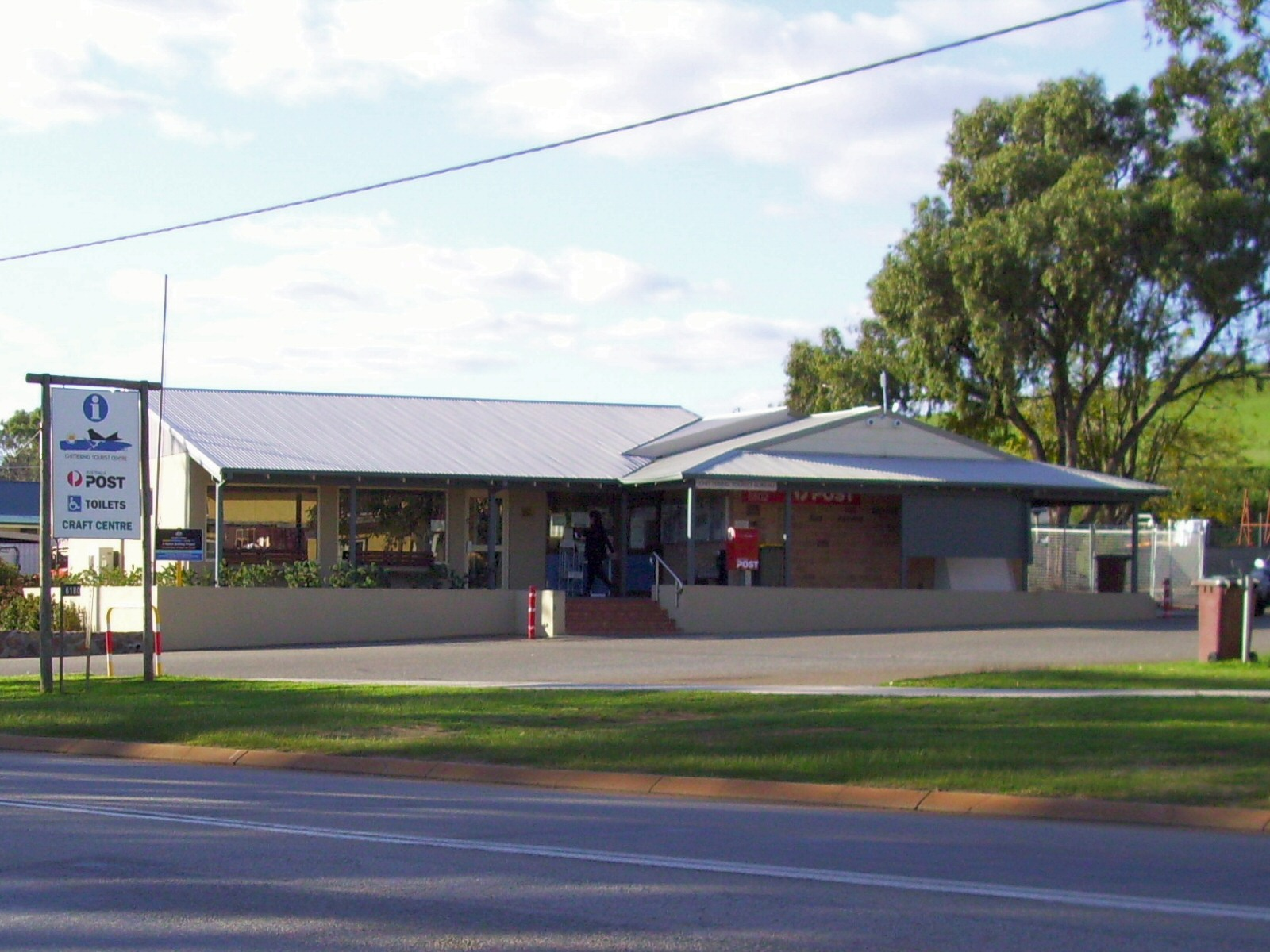
Bureau de poste de Bindoon